# Lagbé
Lagbé è un arrondissement del Benin situato nella città di Ifangni (dipartimento dell'Altopiano) con 10.363 abitanti (dato 2006).